# Nibachis
Nibachis /ime možda prema poglavici/, jedna od starih skupina pravih Algonquin Indijanaca koji su u vrijeme dolaska Samuela Champlaina (u lipnju 1613.) živjeli uz istočnu obalu jezera Muskrat Lake blizu današnjeg Cobdena, u kanaskoj provinciji Ontario. Prema Champainu uzgajali su kukuruz i bavili se ribarenjem.